# Коњи (род)
Equus је род из породице коња у који спадају коњ (Equus), магарац (Asinus) и зебра (Hippotigris). По њима постоје и три подрода Equus (Equus), Equus (Asinus) и Equus (Hippotigris).